# 劉文珍
劉文珍（？—？），台灣清領時期澎湖水師協武官，原籍福建省泉州府同安縣，最高職位為副將。

## 生平
劉文珍原任澎湖水師提標右營游擊，同治元年（1862年）台灣本島中部爆發戴潮春事件，澎湖水師協副將陳國銓奉命調派台灣本島支援，後在嘉義圍城戰中戰死（一說病故）。嗣後同治三年（1864年）二月，劉文珍奉旨接替陳國銓，護理澎湖水師協副將一職。

## 墓葬
2022年10月7日，工程團隊進行「重光媽祖文化園區」施工時，工程人員意外發現一塊墓碑，堂號：「銀同」，主碑文「誥封定國將軍劉文珍夫人　劉公文珍、劉門陳氏墓」，上款「光緒歲次甲申年仲秋吉旦」，下款「承重孫永福」等文字，根據文史工作者許玉河判讀，光緒甲申年即光緒十年（1884年），此碑已有140年歷史之久。
因「重光媽祖文化園區」的興建所在地，古稱「草樹仔尾」，是自清代便存在的公共墓葬區，因澎湖縣長賴峰偉在第十三屆、十四屆任內的施行墓葬遷移政策，澎湖縣計兩萬三千座的墓葬全數消失，但「劉文珍夫人」碑得以倖存。

## 外部連結
| 前任： 陳國銓 | 澎湖水師協副將 1864年上任 | 繼任： 張顯貴 |